# Rogue River (volk)
Rogue River is de naam waarmee een groep indiaanse stammen werd aangeduid die in de buurt van de rivier de Rogue leefden,  in het zuiden van Oregon in de Verenigde Staten. De naam Rogue is de Engelse vertaling van het Franse coquins (schurken), de naam die de Frans-Canadese werknemers van de Hudson's Bay Company hen gaven. Bij elkaar bestonden deze stammen in 1850 uit ongeveer 9500 mensen. De belangrijkste stammen die tot de Rogue River-indianen gerekend werden waren de Latgawa, Takelma, Shasta en Coquille.
Na de Rogue Riveroorlogen van 1856 met de Verenigde Staten werden de Rogue Riverindianen naar het Siletzreservaat en het Grand Ronde-reservaat gestuurd. Sommige stamleden werden nooit gevangen en leidden verder een zwervend bestaan. 